# Kiara Glasco
Kiara Glasco (* 2. August 2001 in Toronto) ist eine kanadische Schauspielerin.

## Leben
Kiara Glasco hatte schon im frühen Teenager-Alter Rollen in verschiedenen Fernsehserien. Wichtige Filmrollen hatte sie in David Cronenbergs Film Maps to the Stars und in dem Horrorfilm Devil’s Candy, in dem sie eine Hauptrolle spielte.

## Filmografie
- 2012: Haven (Fernsehserie, 1 Folge)
- 2012–2013: Copper – Justice is brutal (Fernsehserie, 16 Folgen)
- 2013: Warehouse 13 (Fernsehserie, 1 Folge)
- 2013: I’ll Follow You Down
- 2013: Hemlock Grove (Fernsehserie, 1 Folge)
- 2014: Maps to the Stars
- 2015: Devil’s Candy
- 2015: Bitten (Fernsehserie, 8 Folgen)